# Videomusica

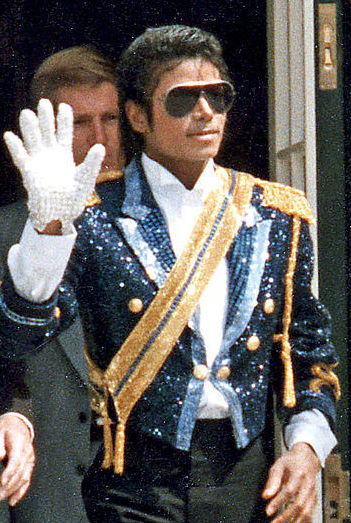
Michael Jackson nel 1984. Il suo singolo Thriller e il relativo videoclip sono considerati tra le testimonianze più importanti della videomusica.

Per videomusica o videomusic si intende la musica che utilizza i videoclip come elemento imprescindibile e non solo come accompagnamento o arricchimento.

## Storia
Il concetto di videomusic venne usato per la prima volta nel 1983, periodo in cui il videoclip iniziò ad essere usato a complemento della musica. Esempio significativo di questa tendenza è il videoclip diretto da John Landis del brano Thriller (1984) di Michael Jackson, summa di televisione, videomusica e arte cinematografica, nonché primo videoclip trasmesso nei cinema. All'epoca, alcuni sostennero che la videomusica avrebbe rivoluzionato la fruizione musicale tramite la tecnologia, e contribuito a trasformare il rock e i suoi appassionati in «incitatori di mode e modi dal potenziale illimitato». Nelle università, il termine veniva studiato per i legami che ha con il postmodernismo. Secondo Carlo Massarini:
.